# دایکن اوکودایرا
دایکن اوکودایرا (انگلیسی: Daiken Okudaira؛ زادهٔ ۱۹ مهٔ ۲۰۰۳) بازیگر است. وی از سال ۲۰۱۸ میلادی تاکنون مشغول فعالیت بوده‌است.